# 维勒贝尔尼
维勒贝尔尼（法語：Villeberny，法語發音：[vilbɛʁni]）是法国科多尔省的一个市镇，位于该省中部，属于蒙巴尔区。

## 地理
维勒贝尔尼（47°26'14"N, 4°35'57"E）面积12.9 平方千米，位于法国勃艮第-弗朗什-孔泰大區科多尔省，该省份为法国中东部省份，北起奥布省，西接涅夫勒省和约讷省，南至索恩-卢瓦尔省，东南接汝拉省，东临上索恩省，东北部与上马恩省接壤。
与维勒贝尔尼接壤的市镇（或旧市镇、城区）包括：布苏萨尔迈斯、当皮埃尔昂蒙塔涅、雅伊莱穆兰、马桑日莱维托、萨尔迈斯、奥克苏瓦地区维利、维托。

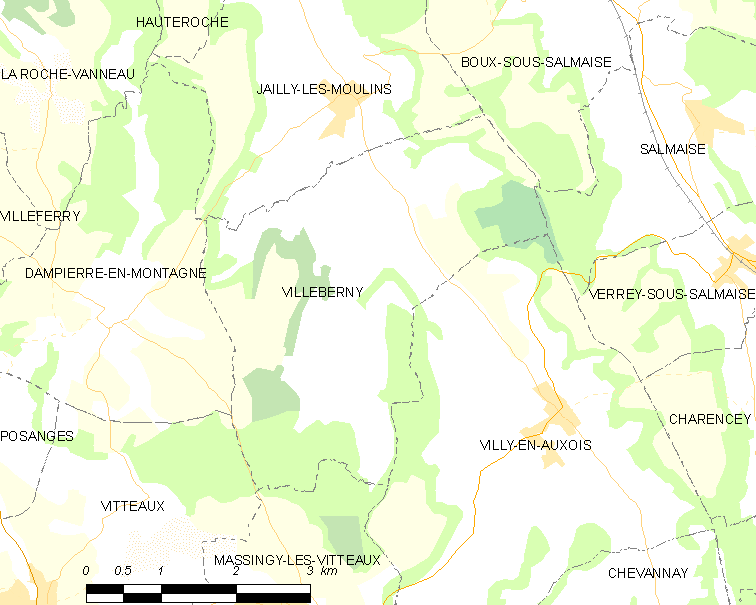
维勒贝尔尼的OSM定位图

维勒贝尔尼的时区为UTC+01:00、UTC+02:00（夏令时）。

## 行政
维勒贝尔尼的邮政编码为21350，INSEE市镇编码为21690。

## 政治
维勒贝尔尼所属的省级选区为欧苏瓦地区瑟米尔县。

## 人口

1962-2008年间维勒贝尔尼人口变化图示

维勒贝尔尼于2022年1月1日时的人口数量为99人。